# NGC 198
NGC 198 je galaksija u zviježđu Ribe.

## Vanjske poveznice
- SEDS: NGC 0198